# 戸田市北部公園野球場

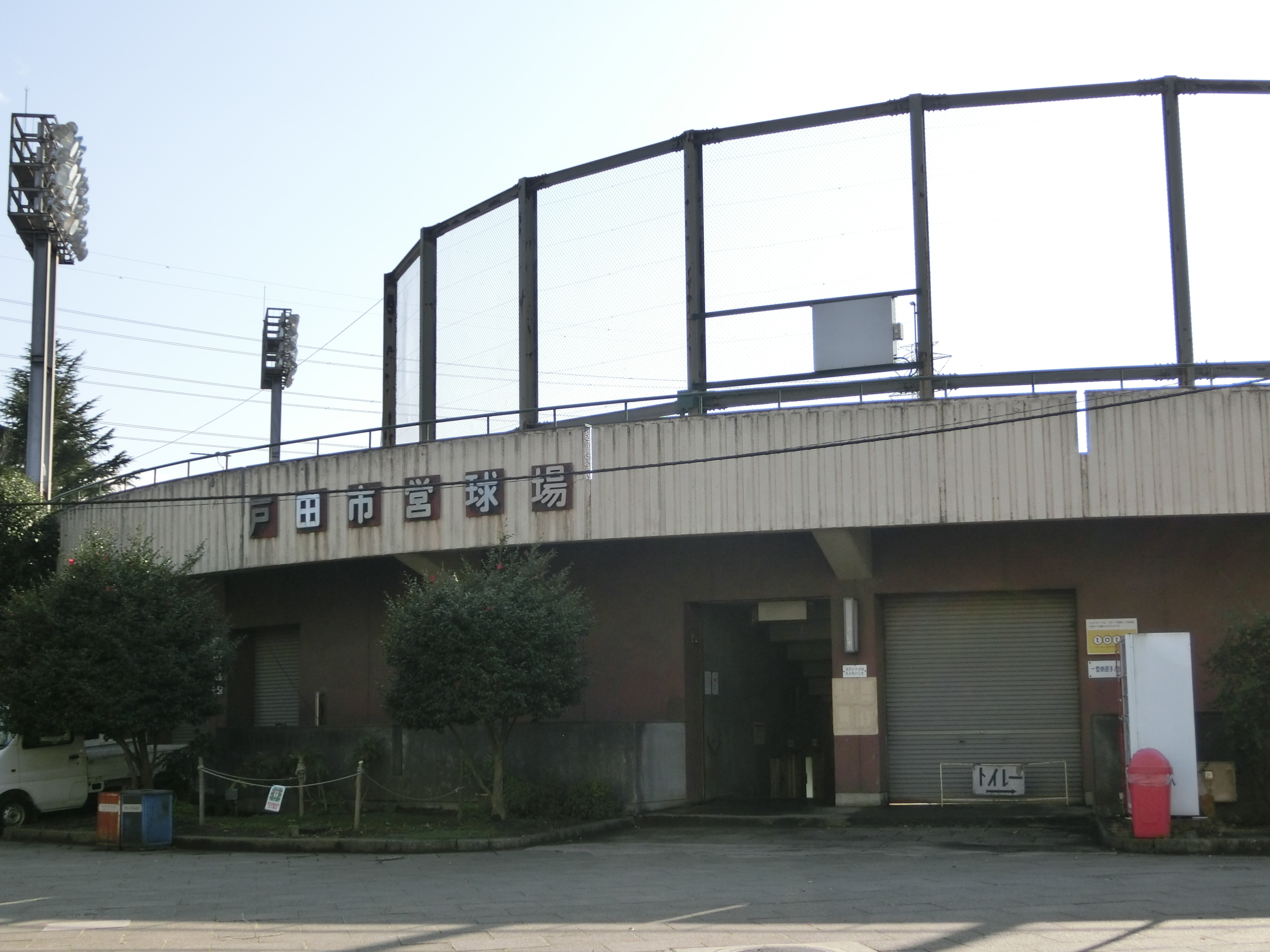
戸田市北部公園野球場

戸田市北部公園野球場（とだし ほくぶこうえん やきゅうじょう）は、埼玉県戸田市の戸田市北部公園内にある野球場。戸田市営球場とも呼ばれる。戸田市が運営管理している。
プロ野球の東京ヤクルトスワローズ二軍が本拠地としているヤクルト戸田球場とは別の球場である。また、硬式野球での利用を認めていないため、プロ野球公式戦は開催できない。

## 概要
戸田市北部にあり、東北新幹線や埼京線の車窓からも建物の間からスコアボードを確認することができる。建造物が密集している球場周辺の環境を考慮して硬式野球での利用は認めておらず、ソフトボールや軟式野球での利用となる。女子ソフトボール・日本リーグや全日本大学軟式野球連盟傘下の東京六大学軟式野球、東都学生軟式野球などの公式戦が行われている他、高校総体の埼玉県予選などでも使用される。

## 施設概要
- 両翼：90m、中堅：120m
- 内野：クレー舗装、外野：天然芝
- 照明設備：6基
- スコアボード：パネル式
- 収容人員：3,000人

2011年スコアボード改修　LED表示（得点・ポジション・カウント＝BSOに変更） バックネット側サブカウントLED（BSO)新設　チーム名＝LED表示

## 交通
- 埼京線・北戸田駅南口から徒歩約10分
- 東京外環自動車道・戸田東インターチェンジから車で約3分